# Кузовки
Кузовки (лат. Ostracion) — род лучепёрых рыб семейства кузовковых (Ostraciidae). Распространены в Индийском, Тихом и Атлантическом океанах. Максимальная длина тела представителей разных видов варьирует от 11 до
45 см.

## Виды
В состав рода включают 8 видов:
- Ostracion cubicus Linnaeus, 1758 — Кузовок-кубик
- Ostracion cyanurus Rüppell, 1828
- Ostracion immaculatus Temminck & Schlegel, 1850
- Ostracion meleagris Shaw, 1796 — Белопятнистый кузовок
- Ostracion rhinorhynchos Bleeker, 1852
- Ostracion solorensis Bleeker, 1853
- Ostracion trachys Randall, 1975
- Ostracion whitleyi Fowler, 1931

## Фото
- Ostracion cyanurus
- Ostracion meleagris